# Câncer ocular
Câncer ocular, câncer de olho ou cancro oftamológico é uma neoplasia maligna que afeta alguma das estruturas do globo ocular. Os cânceres primários no olho são incomuns e podem se originar da conjuntiva, córnea, úvea, retina, do nervo óptico ou em estruturas anexas como pálpebra e canal lacrimal. Cânceres secundários (metástases) de um câncer de pulmão ou câncer de mama também podem fixar-se no olho.

## Tipos

Anatomia do olho

Dependendo da célula de origem, podem ser classificados em:
- Melanoma uveal: O câncer intraocular primário mais frequente, similar a outros melanomas (um câncer de pele perigoso). Crescem lentamente, durante anos sem causar problemas nem dor, até que cresçam a ponto de obstruir a visão, descolar a retina, causar hemorragia ou dor dentro do olho e só então costumam ser diagnosticados. Pode começar nos melanócitos da coroide, nos músculos ciliares ou na iris.
- Carcinoma de células escamosas da conjuntiva: Um tipo de câncer que começa no revestimento do olho (conjuntiva) causando irritação e formando uma massa sólida em um dos olhos. Raramente fazem metástase, mas devem ser retirados com crioterapia.
- Retinoblastoma: Originado das células imaturas (blastoma) que dão origem às células da retina. Cerca de 40% são causados por defeito no gene RB1 e afetam ambos olhos, surgem em menores de três anos. Os outros 60% afetam apenas um olho e surgem em crianças menores de cinco anos. Causa estrabismo, "pupila branca capaz de refletir a luz como o olho de um gato" (leucocoria) e inflamação na retina. Pode ser tratado com terapia local (com frio, calor ou laser) caso o tumor seja pequeno e localizado ou com cirurgia, radioterapia e quimioterapia com tumor difuso. A sobrevivência é de 90% em 5 anos.[5]
- Linfoma intraocular primário: Muito raro, um tipo de linfoma não-Hodgkins mais frequente em pessoas imunodeprimidas e idosos.
- Meduloepitelioma ocular: Muito raro, é um câncer embrionário que afeta bebês. Pode começar nos músculos ciliares, íris, retina ou nervo ocular.[6]
- Sarcoma melanocítico: Entre 15 e 30% das crianças com leucemia mieloide aguda tem complicações oculares, e esse é um dos tipos possíveis de leucemia extramedular (ou seja, de câncer de células da medula óssea espalhando para fora da medula). Podem ser verdes e são mais frequentes em meninos e em africanos, asiáticos ou latino-americanos, sendo muito raros em adultos. Podem "empurrar os olhos" (exoftalmia), causar dor e sangramento interno (equimose).[7]

## Epidemiologia
Melanomas e carcinomas de células escamosas são mais comuns em pessoas com olhos mais claros e que passam muitas horas expostas ao sol sem óculos escuros. Podem ser genéticos e são significativamente mais comuns em homens.